# 埃尔普河畔布洛涅
埃尔普河畔布洛涅（法語：Boulogne-sur-Helpe，法語發音：[bulɔɲ syʁ ɛlp]）是法国上法蘭西大區北部省的一个市镇，属于埃尔普河畔阿韦讷区。

## 地理
埃尔普河畔布洛涅（50°4'44"N, 3°53'44"E）面积8.7 平方千米，位于法国上法蘭西大區北部省，该省份为法国最北部的省份及最长的省份，西北濒北海，西接加来海峡省，南至埃纳省和索姆省，东与比利时接壤。
与埃尔普河畔布洛涅接壤的市镇（或旧市镇、城区）包括：欧略、卡尔蒂尼、埃特兰、弗卢瓦永。

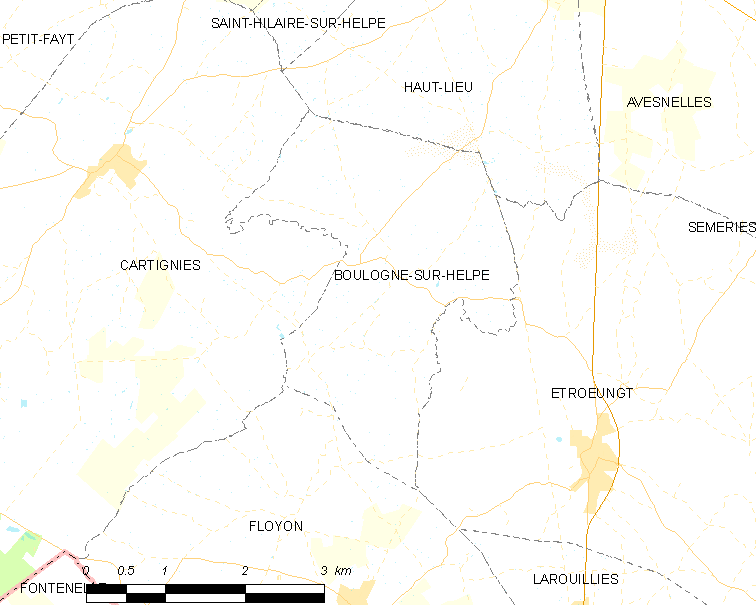
埃尔普河畔布洛涅的OSM定位图

埃尔普河畔布洛涅的时区为UTC+01:00、UTC+02:00（夏令时）。

## 行政
埃尔普河畔布洛涅的邮政编码为59440，INSEE市镇编码为59093。

## 政治
埃尔普河畔布洛涅所属的省级选区为埃尔普河畔阿韦讷县。

## 人口

1962-2008年间埃尔普河畔布洛涅人口变化图示

埃尔普河畔布洛涅于2022年1月1日时的人口数量为294人。